# Подбрежје (Озаљ)
Подбрежје је насељено место у саставу града Озља у Карловачкој жупанији, Хрватска. До територијалне реорганизације у Хрватској налазило се у саставу старе општине Озаљ.

## Становништво
На попису становништва 2011. године, Подбрежје је имало 321 становника.

## Попис1991.
На попису становништва 1991. године, насељено место Подбрежје је имало 412 становника, следећег националног састава:
| Попис 1991.‍  | Попис 1991.‍  | Попис 1991.‍ | Попис 1991.‍ | Попис 1991.‍ |
| ------------ | ------------ | ----------- | ----------- | ----------- |
|              |              |             |             |             |
| Хрвати       | Хрвати       |             | 398         | 96,60%      |
| Југословени  | Југословени  |             | 1           | 0,24%       |
| Словенци     | Словенци     |             | 1           | 0,24%       |
| неопредељени | неопредељени |             | 8           | 1,94%       |
| непознато    | непознато    |             | 4           | 0,97%       |
| укупно: 412  |              |             |             |             |